# Ekarma
Ekarma (russisk: Зкарма) er en vulkansk ø i den norlige del af øgruppen Kurilerne i Rusland. Øen har et areal på 30 km² og er 7,5 km lang og 5 km bred. Den vestlige vulkan på øen har en højde på 1.170 moh. Ekarma er fortsat aktiv og det sidst kendte udbrud var i 1980.
Mellem Ekarma og Sjiasjkotan ligger Ekarmasundet. Administrativt hører øen til Sakhalin oblast.